# Mimudea conquisitalis
Mimudea conquisitalis là một loài bướm đêm trong họ Crambidae.